# Spirorbis antillarum
Spirorbis antillarum är en ringmaskart som beskrevs av Augener 1922. Spirorbis antillarum ingår i släktet Spirorbis och familjen Serpulidae. Inga underarter finns listade i Catalogue of Life.